# Aedes guerrero
Aedes guerrero är en tvåvingeart som beskrevs av Berlin 1969. Aedes guerrero ingår i släktet Aedes och familjen stickmyggor. Inga underarter finns listade i Catalogue of Life.